# Distretto di Bajandalaj
Il distretto di Bayandalai è uno dei quindici distretti (sum) in cui è suddivisa la provincia dell'Ômnôgov', in Mongolia. Conta una popolazione di 2.316 abitanti (censimento 2009).